# Чаинское сельское поселение (Томская область)
Чаинское се́льское поселе́ние — муниципальное образование в Чаинском районе Томской области Российской Федерации.
Административный центр — село Чаинск.

## История
Статус и границы сельского поселения установлены Законом Томской области от 10 сентября 2004 года № 205-ОЗ «О наделении статусом муниципального района, сельского поселения и установлении границ муниципальных образований на территории Чаинского района»

## Население
| 2002 | 2010 | 2012 | 2013 | 2014 | 2015 | 2016 |
| ---- | ---- | ---- | ---- | ---- | ---- | ---- |
| 1010 | ↘690 | ↘639 | ↘608 | ↘577 | ↘562 | ↘535 |
| 2017 | 2018 | 2019 | 2020 | 2021 |      |      |
| ↘520 | ↘500 | ↘460 | ↘441 | ↗535 |      |      |

## Состав сельского поселения
| № | Населённый пункт | Тип населённого пункта       | Население |
| - | ---------------- | ---------------------------- | --------- |
| 1 | Андреевка        | село                         | →15       |
| 2 | Гришкино         | село                         | ↘187      |
| 3 | Карамзинка       | деревня                      | ↘0        |
| 4 | Светлянка        | село                         | ↗3        |
| 5 | Тоинка           | село                         | →52       |
| 6 | Чаинск           | село, административный центр | ↗272      |